# Marino Bigaroni
Marino Bigaroni al secolo Luigi Bigaroni (Izzalini, 27 marzo 1919 – Santa Maria degli Angeli, 4 aprile 2016) è stato un saggista italiano, frate minore francescano.

## Biografia
Laureatosi in lettere all'Università La Sapienza, ha vestito il saio nel 1934 e celebrato la prima messa il 4 luglio 1943 nella chiesa parrocchiale di Izzalini di Todi, suo paese natale.
Ha insegnato lettere classiche in vari istituti superiori e, in particolare, nel liceo di Assisi.
Terminata, per limiti di età, la professione di insegnante, è divenuto curatore della biblioteca monumentale francescana presso la Chiesa Nuova di Assisi. Durante la sua direzione ha portato la biblioteca da 4.000 a 24.000 volumi, tutti schedati e computerizzati. Ha promosso anche il restauro degli incunaboli conservati presso la biblioteca, traducendo gli scritti di Frate Leone e di altri frati contemporanei di San Francesco e riportandoli nel volume “Compilatio assisiensis”, uno degli oltre 40 saggi realizzati da padre Marino.
Dagli incunaboli, il frate ha ricavato anche la melodia del “Cantico di frate sole”, composizione che è stata parzialmente eseguita in prima mondiale, dal tenore frate Alessandro, il giorno del funerale di padre Marino, svoltosi nella Basilica di Santa Maria degli Angeli.
Il 1º febbraio 2004, a Santa Maria degli Angeli, Padre Marino Bigaroni riceve il premio Barbara Micarelli, che viene assegnato agli educatori.
A causa della sopraggiunta morte, sono rimasti incompiuti gli studi che padre Marino stava conducendo sulla cassa mortuaria di San Francesco e Santa Chiara, ritrovata dallo stesso padre Marino nei sotterranei della Basilica di Santa Chiara a seguito degli eventi sismici del 1997. Il dipinto sul coperchio della cassa sarebbe attribuito a Cimabue.
Padre Marino è sepolto nella cappella dei Frati minori nel cimitero di Assisi.

## Opere principali
- Montesanto di Todi da monastero a rocca dell’Albornoz, Edizioni Porziuncola, Assisi, 1981
- San Damiano – Assisi, la chiesa prima di San Francesco, Assisi, 1983
- Contributi per la biografia ed il culto di Iacopone da Todi, Ediart, Todi, 1985
- La Chiesa di San Giorgio in Assisi ed il primo ampliamento della cinta medievale, Assisi, 1990
- Compilatio assisiensis dagli scritti di Frate Leone e compagni su San Francesco d’Assisi, Porziuncola, Santa Maria degli Angeli, 1992
- La basilica di Santa Chiara in Assisi, (con Hans Rudolf Meier e Elvio Lunghi) Quattroemme, Ponte San Giovanni (PG), 1994
- La Cappella del transito in Santa Maria degli Angeli, Biblioteca Storico Francescana, Assisi, 1997
- Santa Maria in San Damiano d’Assisi, Porziuncola Editorial – Santa Maria degli Angeli, 1997
- Santa Maria della Spineta eremo francescano, Tipografia Metastasio, Assisi, 1997
- La “Domus comunis Assisii” costruita per San Francesco e i frati dietro la Porziuncola (a. 1221), Arti grafiche antica Porziuncola, Cannara 2001